# Джерман, Лорен
Ло́рен Кристи́на Дже́рман (англ. Lauren Christine German; род. 29 ноября 1978, Хантингтон-Бич, Калифорния) — американская актриса.

## Биография
Лорен Джерман родилась 29 ноября 1978 года в Хантингтон-Бич, штат Калифорния, США. Лорен прошла подготовку в качестве танцовщицы в Высшей школе искусств Оранж-Каунти.
Дебютировала на телевидении в 2000 году. В 2002 году заняла 47 место в списке «Hot 100 of 2002» по версии журнала «Maxim». В 2003 году проходила пробы на роль Эрин в фильме «Техасская резня бензопилой», но в итоге получила маленькую, но эффектную роль попутчицы. Первую известность получила в 2007 году благодаря роли Бэт в фильме «Хостел 2». В 2011 году Лорен снялась в главной роли в фильме «Разделитель». В 2011—2012 годах она снималась в сериале «Гавайи 5.0». С 2012 по 2015 год снималась в сериале «Пожарные Чикаго», за роль в котором в 2015 году была номинирована на премию «People’s Choice Awards» в категории «Любимый телеперсонаж, которого нам больше всего не хватает».
С 2016 по 2021 год снималась в сериале «Люцифер» в роли детектива Хлои Деккер.

## Фильмография
| Год       |    | Русское название                 | Оригинальное название           | Роль               |
| --------- | -- | -------------------------------- | ------------------------------- | ------------------ |
| 2000      | ф  | Только ты и я                    | Down to You                     | девушка            |
| 2000      | с  | Факультет                        | Undressed                       | Кимми              |
| 2001      | тф | Любовь к куклам с дробовиком     | Shotgun Love Dolls              | Бет                |
| 2001      | с  | Седьмое небо                     | 7th Heaven                      | Мэри               |
| 2002      | с  | Возвращение в Калифорнию         | Going to California             | Тиффани            |
| 2002      | ф  | Спеши любить                     | A Walk to Remember              | Белинда            |
| 2002      | ф  | Ходячие трупы                    | Dead Above Ground               | Дарси Питерс       |
| 2002      | ф  | Ночная лихорадка в середине лета | A Midsummer Night's Rave        | Елена              |
| 2003      | тф | Одинокий рейнджер                | The Lone Ranger                 | Эмили Ландри       |
| 2003      | ф  | Техасская резня бензопилой       | The Texas Chainsaw Massacre     | девушка-самоубийца |
| 2005      | ф  | Простая ложь                     | Rx                              | Мелисса            |
| 2005      | ф  | Без оглядки                      | Standing Still                  | Дженнифер          |
| 2005      | ф  | Особо опасные                    | Piggy Banks                     | Gertle             |
| 2005      | с  | Секс, любовь и секреты           | Sex, Love & Secrets             | Роуз               |
| 2006      | тф | Капитуляция Дороти               | Surrender, Dorothy              | Мэдди              |
| 2007      | ф  | В порядке. Все в порядке         | It Is Fine. Everything Is Fine! | Рут                |
| 2007      | ф  | Здесь и сейчас                   | You Are Here                    | Кэсси              |
| 2007      | ф  | Любовь и Мэри                    | Love and Mary                   | Мэри               |
| 2007      | ф  | Хостел 2                         | Hostel: Part II                 | Бэт                |
| 2007      | ф  | То что мы делаем - тайна         | What We Do Is Secret            | Белинда            |
| 2008      | ф  | Ходы убийц                       | Mating Dance                    | Эбби               |
| 2009      | ф  | Созданы друг для друга           | Made for Each Other             | Кэтрин             |
| 2009      | ф  | Территория тьмы 3D               | Dark Country                    | Джина              |
| 2010      | с  | Счастливый город                 | Happy Town                      | Хенли/Хлои Бун     |
| 2011      | с  | Живая мишень                     | Human Target                    | Энджи Андерсон     |
| 2011      | ф  | Разделитель                      | The Divide                      | Ева                |
| 2011      | с  | Мемфис Бит                       | Memphis Beat                    | Кейли Слэйтер      |
| 2011—2012 | с  | Гавайи 5.0                       | Hawaii Five-0                   | Лори Уэстон        |
| 2012—2015 | с  | Пожарные Чикаго                  | Chicago Fire                    | Лесли Шей          |
| 2014      | с  | Полиция Чикаго                   | Chicago P.D.                    | Лесли Шей          |
| 2016—2021 | с  | Люцифер                          | Lucifer                         | Хлоя Декер         |

## Награды и номинации
| Год  | Награда                | Категория                                                  | Работа          | Результат |
| ---- | ---------------------- | ---------------------------------------------------------- | --------------- | --------- |
| 2007 | Scream Awards          | Прорыв                                                     | Хостел 2        | Номинация |
| 2015 | People’s Choice Awards | Любимый телеперсонаж, которого нам больше всего не хватает | Пожарные Чикаго | Номинация |